# 河同铁路
河同铁路，全称河内－同登铁路（越南语：／?），是一条连接越南首都河內市和中越边境城镇同登市镇的铁路，沿途经过河内市、北宁省、北江省和谅山省四个省市，铁路全长162公里，采用轨距为1,000毫米米轨和1,435毫米准轨的混合套轨。

## 概要
河同铁路始建于越南被法国殖民统治的法属印度支那时代，最早建成的一段是谅山至谅沧府（今北江市）铁路，在1890年动工兴建，并于1894年建成通车，当时采用轨距为600毫米的窄轨。在保罗·杜美担任法屬印度支那總督时越南铁路的建设进度被大大加快，在此期间府谅铁路被改建成1000毫米轨距的米轨铁路，并且先后于1900年和1902年分别延伸至殖民地首府河内和中越边境同登。
1954年，河同铁路在中国的协助下完成修整，并与中国的湘桂铁路在友谊关接轨。1955年至1978年间，河同铁路曾经被称为河友铁路。越南战争期间中国应北越政府的请求，派出铁道兵帮助越南抢修抢建铁路，并将河同铁路改建为米轨、准轨两用的混合轨铁路，自此中越国际联运列车不用换乘换装即可直达河内。

## 歷史
- 1902年法属印度支那当局建成。
- 1954年12月15日，中国湘桂铁路凭祥至友谊关段竣工；
- 1954年签署日内瓦协定法国开始撤出越南后，中华人民共和国铁道部组成了中国交通工程公司102工程总队，总队长吴宗鹏，选派2325人赴越。从1954年12月开工，与越南工程队和民工协力抢修河内至睦南关铁路，到1955年2月底修复通车，1955年3月1日中越铁路正式接轨。4月河内至同登铁路正式移交运营。102工程总队还完成了河内至老街等段铁路的抢修工作。除上述人员外，中华人民共和国铁道部还派出由铁路线路、路基、桥梁、站场专业技术人员组成的铁路技术组和桥梁技术鉴定组等1121人，供应了越方所需的全部机车、车辆和有关的各项器材，并通过讲课、开办短期训练班等方式培养了数千名越南铁路干部和技术工人。
- 1955年5月25日，中越两国铁路代表在北京签订《中越铁路联运协定》和《中越国境铁路协定》；1955年8月1日开始办理国际客货联运。在贵昆铁路通车前，中国内地至云南的铁路运输要经友谊关－同登－河内－老街－河口，绕道北越。
- 由于1954年底的抢修时间仓促，线路技术状态不够完善，为弥补缺陷，1956年中国又派出线路整修队耗时8个多月完成了全面整修工作。
- 当时北越境内的铁路，以河内为中心共5条，均为米轨：
  - 河内通往友谊关的河友铁路为北线
  - 通往老街的河老铁路为西线
  - 通往太原的河太铁路为中线
  - 通往海防的东线
  - 通往荣市的南线。
- 1965年5月，胡志明在长沙向毛泽东请求援助北越抵抗美军轰炸。
- 1965年6月23日，中国工程部队一支队入越，执行北线、中线的改轨（米、准轨两用）。以及战备迂回工程等。[3]克夫（音似“该布”，越南语中与“劫”音近）至友谊关改轨工程，从1965年7月7日开工，至1965年12月23日提前7天完成，在不中断铁路运输前提下集中施工力量逐段突击施工，共用75.75万工日，完成正线97.267公里，站线15.778公里的改轨任务。美军自1965年8月23日起，开始轰炸𠄳至谅山铁路沿线施工的中国铁道部部队，特别是泷化桥是轰炸重点目标。
- 1968年3月底，美国暂时局部停炸后，中国一支队开始把河友铁路“复旧”，即把战时应急的便线便桥通车，改为恢复原正线的正规技术状态。2大队（6团）负责市梂大桥、安園大桥、北江桥等施工；3大队（7团）在同煤站建设战备机车段的洞库；同煤站以北的24公里长路段，翻越红河三角洲与珠江流域的分水岭，原来的正线与1号公路并行在河谷间穿行形成了一段又陡又急的弯道，需要用双机车一个拉一个推才能越岭，这次安排4大队（9团）担负该24公里路段的改线新建特别是1300米长越岭隧道的施工。3大队、4大队一直到1970年7月施工结束才撤回中国。
- 1955年8月至1978年12月22日中越边境战争爆发，友谊关中越铁路通道累计出入境旅客60.8万人，累计进出口货物1731万吨。
- 1996年2月14日，中越铁路恢复国际联运。北京西至同登每周开行国际联运客车，车次在北京西至南宁间使用5/6次、中国南宁至越南同登间使用215/216次、越南境内使用M1/2次，每周开行两班，专门加挂两节软卧车厢供旅客乘坐出入境。[4]
- 1998年10月，车次变更为K5/6次快速列车
- 2000年10月21日，列车车次又改为T5/6次特快列车、南宁至同登间车次变更为T875/876次。
- 2009年1月1日，南宁至河内（嘉林站）国际旅客列车成功开行，由南宁铁路局承运，车次为T8701/8702次列车。
- 2014年12月10日，T5/6次列车等级变更为直达特快列车，车次使用Z5/6次。同时原T5/6次列车附挂的T8705/8706次北京西－同登的两节国际联运车厢停运，前往越南或北京西站的旅客在南宁站换乘T8701/8702次列车。[5]
- 2020年2月4日，为配合新冠肺炎疫情相关防疫工作，T8701/8702次列车停运[6]。越南方面也于3月16日开始停止河同鐵路每日运行的国内列车ĐĐ5/6次，仅周日运营。[7]4月1日进一步取消周日班次。[8]
- 2025年5月25日 - 往返中国的国际旅客列车恢复运营

## 车站列表
| 站名           | 站名             | 车站间距（公里） | 累計里程（公里） | 连接路線          | 所在地 | 所在地   |
| 中文（汉喃文） | 越南語（国语字） | 车站间距（公里） | 累計里程（公里） | 连接路線          | 所在地 | 所在地   |
| -------------- | ---------------- | ---------------- | ---------------- | ----------------- | ------ | -------- |
| 河内站         |                  | 0                | 0                | 南北铁路          | 河内市 | 栋多郡   |
| 龍編站         |                  | 2                | 2                |                   | 河内市 | 还剑郡   |
| 嘉林站         |                  | 3                | 5                | 河海铁路          | 河内市 | 龙编郡   |
| 安園站         |                  | 6                | 11               | 河老铁路 河太铁路 | 河内市 | 嘉林县   |
| 慈山站         |                  | 6                | 17               |                   | 北宁省 | 慈山市   |
| 林站           |                  | 7                | 24               |                   | 北宁省 | 仙游县   |
| 北寧站         |                  | 5                | 29               |                   | 北宁省 | 北宁市   |
| 市梂站         |                  | 3                | 32               |                   | 北宁省 | 北宁市   |
| 蓮湖站         |                  | 7                | 39               |                   | 北江省 | 越安市社 |
| 北江站         |                  | 10               | 49               |                   | 北江省 | 北江市   |
| 舖壯站         |                  | 10               | 59               |                   | 北江省 | 谅江县   |
| 𠄳站           |                  | 10               | 69               | 克太铁路 克下铁路 | 北江省 | 谅江县   |
| 㺔趨站         |                  | 6                | 75               |                   | 谅山省 | 右陇县   |
| 舖渭站         |                  | 6                | 81               |                   | 谅山省 | 右陇县   |
| 北麗站         |                  | 8                | 89               |                   | 谅山省 | 右陇县   |
| 瀧化站         |                  | 10               | 99               |                   | 谅山省 | 枝陵县   |
| 枝陵站         |                  | 7                | 106              |                   | 谅山省 | 枝陵县   |
| 同煤站         |                  | 7                | 113              |                   | 谅山省 | 枝陵县   |
| 北水站         |                  | 12               | 125              |                   | 谅山省 | 枝陵县   |
| 本試站         |                  | 10               | 135              |                   | 谅山省 | 枝陵县   |
| 安澤站         |                  | 8                | 143              |                   | 谅山省 | 高禄县   |
| 諒山站         |                  | 6                | 149              |                   | 谅山省 | 谅山市   |
| 同登站         |                  | 13               | 162              | 中国国铁湘桂铁路  | 谅山省 | 高禄县   |